# Heidelberg na época romana

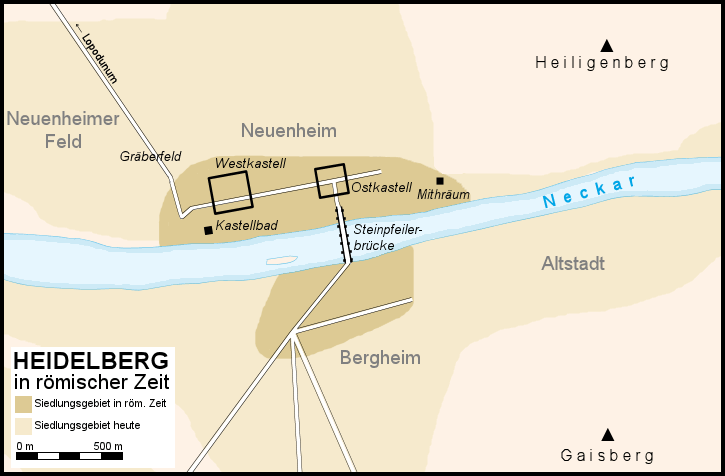
Mapa de Heidelberg na época romana

Na região da atual cidade de Heidelberg já havia na época romana um povoado. A Heidelberg do Império Romano – seu nome então é desconhecido – consistia em um castro, fundado em c. 70 no atual distrito de Neuenheim, e um povoado civil (vico), formado em torno do castro. O acampamento militar, originalmente de madeira, foi substituído por um castro de pedra em c. 90. Entre os anos 80 e 90 foi construída uma ponte sobre o rio Neckar, inicialmente com pilares de madeira, e em ca. 200 com pilares de pedra. Mesmo depois da retirada dos ocupantes do castro, aproximadamente em 135, o povoado civil prosperou devido à sua localização geográfica favorável ao trânsito, desenvolvendo-se em um próspero centro cerâmico. No entanto, Heidelberg permaneceu sempre à sombra da vizinha Lopoduno (em latim: Lopodunum; atual Ladenburg), que era o povoado principal da região naquela época. Em consequência da invasão dos alamanos o povoado foi abandonado pelos romanos no século III.

## Topografia e Denominação

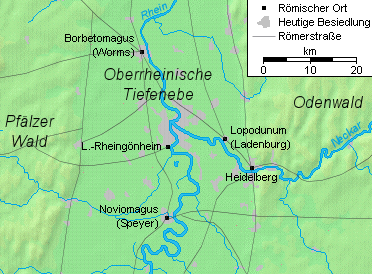
Heidelberg e circunvizinhança na época romana

Heidelberg está situada no planalto Superior do Reno, na área onde o rio Neckar flui saindo de Odenwald, localizando-se aproximadamente a 20 km antes de sua foz no rio Reno, em sua margem direita. Sua localização na margem do rio Neckar e a proximidade da Bergstraße propiciou do ponto de vista geográfico fácil trânsito nas imediações. A Altstadt, o núcleo da atual cidade, no sopé do Castelo de Heidelberg, encravada entre o rio e as montanhas, teve sua ocupação evitada antes da Idade Média por risco de enchentes, sendo dado preferência ao solo tipo loess do povoado. Também o Heiligenberg com seus 440 metros de altura, que se ergue em sentido à Altstadt à beira da Odenwald, atraiu por milênios pessoas por causa de sua localização de conveniente proteção. A Heidelberg da época romana ficava quase dois quilômetros a oeste da Altstadt, na margem norte do rio Neckar onde está atualmente o distrito de Neuenheim. Também na margem oposta do Neckar o atual distrito de Bergheim era habitado no tempo dos romanos.
O nome da Heidelberg do período romano é desconhecido. Se os romanos adotaram um antigo nome celta ou deram ao local um nome latino, não pode ser dito. Propostas como Traiectum ad Nicrem ("Passagem do Neckar", em analogia com Traiectum ad Mosam, atual Maastricht) devem ser consideradas como puramente especulativas. O lugar de um castro mencionado pelo geógrafo antigo Ptolomeu como Rufiana é atualmente atribuído ao distrito de Rheingönheim, pertencente a Ludwigshafen am Rhein, enquanto que o nome proposto de Piri Mons para uma montanha desconhecida na área à direita do rio Reno, possivelmente o Heiligenberg de Heidelberg, em todo caso não é o povoado no local de Heidelberg.

## História

### Período pré-romano
A área da Heidelberg atual foi permanentemente habitada desde o período neolítico. Predecessores dos romanos na área de Heidelberg foram os celtas da cultura de La Tène. De acordo com Ptolomeu e Públio Cornélio Tácito, os habitantes celtas da área eram membros da tribo dos helvécios. No século V a.C. os celtas fundaram no cume do Heiligenberg uma cidade fortificada (ópido). Dois séculos mais tarde a mesma foi abandonado por razões inexplicáveis. Na planície, ao pé da montanha foram localizados em cada lado do Rio Neckar diversos pequenos povoados celtas. No século I a.C. o helvécios abandonaram estas povoações sob a pressão da tribo germânica dos suevos, comandadas por Ariovisto. Em Heidelberg isto é constatado em abruptas descontinuidades de fundos arqueológicos do período final da cultura de La Tène.

### Suevos do Neckar
Após a emigração massiva os helvécios tentaram se fixar na Gália. Isto impulsionou Júlio César a declarar as Guerras da Gália. Em 58 a.C. os romanos sob o comando de César derrotaram os helvécios em Bibracte, conquistaram até 51 a.C. a Gália e invadiram a área do rio Reno. A região a leste do rio Reno conhecida como Campos Decúmanos permaneceu durante quase um século em grande parte desabitada, sendo descrita por Ptolomeu como "área helvética deserta". Após o início da tentativa de conquista da Germânia por Augusto (r. 27 a.C.–14 d.C.) ter malogrado, os romanos fixaram o rio Reno como limite exterior no ano 17 a.C., no reinado de Tibério (r. 14–37), começando a assentar na região povoados germânicos fieis a Roma. No curso inferior do rio Neckar estabeleceu-se uma parte da tribo dos suevos. Os suevos do Neckar receberam a cidadania romana, sendo assim incorporados ao sistema administrativo romano. A capital do Estado Úlpio dos Suevos de Nicrênsio (Civitas Ulpia Sueborum Nicrensium) foi Lopoduno (em latim: Lopodunum), atualmente Lademburgo.
Os suevos do Neckar mantiveram inicialmente a sua cultura de germanos do Elba e estabeleceram-se em suas próprias aldeias. Em Heidelberg existem evidências de suas aldeias nos distritos atuais de Bergheim, Wieblingen e Kirchheim. Sob a influência da cultura romana os suevos do Elba foram romanizados até o século II.

### Heidelberg como parte do Império Romano

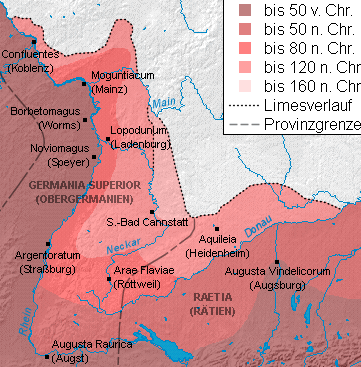
Expansão romana no sudoeste da Alemanha

A integração final de Heidelberg ao Império Romano e a construção do castro ocorreram sob o imperador Vespasiano (r. 69–79). Após este emergir como vencedor da turbulência do ano dos quatro imperadores e debelar a Revolta dos Batavos na Germânia Inferior no ano 70, ordenou em 73/74 a construção da estrada romana do vale do rio Kinzig, a fim de encurtar a rota de marcha do rio Danúbio para as regiões do médio e baixo Reno. Ao mesmo tempo a fronteira externa romana avançou para o leste na região do Reno superior. Os romanos substituíram as milícias dos suevos do Elba por suas próprias tropas e para proteger a fronteira estabeleceram diversos castros: além de Heidelberg foram erguidos castros em Aurélia Aquense (atual Baden-Baden), Lopoduno e Groß-Gerau.
O primeiro castro de Heidelberg, denominado castro leste (Ostkastell), foi abandonado depois de poucos anos e realocado a algumas centenas de metros a oeste. Um castro construído em 74 em madeira e destruído pelo fogo foi substituído por volt7a do ano 90 por outro de pedra, construído no mesmo local. A primeira ponte sobre o rio Neckar assentada sobre pilares foi construída em torno de 80/90. Em torno do castro surgiram em ambos os lados do rio Neckar vicos, que devido à localização geográfica privilegiada prosperaram rapidamente.
No ano 85 as áreas do exército romano no Reno Superior e Inferior foram convertidas em províncias civis. Heidelberg tornou-se assim parte da província da Germânia Superior, com capital em Mogoncíaco (atual Mainz). Em resposta a uma revolta do governador provincial Lúcio Antônio Saturnino em Mogoncíaco, os romanos consideraram necessário melhorar a situação do trânsito entre o Reno e o Danúbio. Por isto, provavelmente entre 100 e 120, foi iniciada a construção simultânea do Limes Neckar-Odenwald, uma nova estrada militar entre Mogoncíaco e Augusta dos Vindélicos (atual Augsburgo). Este caminho também cruzava por Heidelberg, onde atravessava o rio Neckar.
No século II a fronteira romana foi deslocada novamente com a construção do Limes Germanicus. Em c. 135 as tropas anteriormente estacionadas em Heidelberg foram removidas para o castro de Butzbach em Wetterau. O vico continuou a prosperar após a retirada das tropas. A antiga ponte de madeira foi substituída por volta do ano 200 por uma outra com pilares de pedra.

### Ataques dos germanos e retirada dos romanos
No século III o Império Romano passou por uma grave situação, conhecida como crise do terceiro século, quando ameaças externas e agitações internas abalaram o estado romano. No leste os romanos viram-se ameaçados pelo persa Império Sassânida, no Danúbio os godos exerceram pressão, e no Reno ocorreu o ataque dos alamanos. Em 233 esta tribo alemã invadiu o limes pela primeira vez, levando a um assalto em território romano. O imperador romano, apesar de várias campanhas contra os alamanos, não teve sucesso em estabilizar a situação, e nas próximas décadas acumularam-se os ataques e pilhagens na Germânia Superior. Juntamente com a usurpação de Póstumo (r. 260–269), que fundou em 260 o Império das Gálias, ocorreu uma devastadora invasão dos alamanos, francos e jutungos. Por volta de 260/270 os romanos tiveram de abandonar o limes e retirar-se para o Reno e o Danúbio. O imperador Diocleciano (r. 284–305) conseguiu de fato consolidar o Império Romano (284–305), mas a margem direita do rio Reno foi perdida definitivamente. 
Também Heidelberg foi afetada pelas incursões dos alamanos. É comprovado arqueologicamente que o vico foi incendiado várias vezes em torno da metade do século III - provavelmente como resultado da pilhagem pelos alamanos. As torres da porta do castro de pedra foram reforçadas em resposta às incursões. Também testemunho da situação de crise é a descoberta de depósitos de cerâmica e metal em uma adega romana, e um tesouro em moedas que foi enterrado na terceira década do século III, por medo dos germanos, no portão oeste do castro, e que depois não foi mais localizado. Um marco miliário do ano 253 é o último testemunho com uma inscrição romana em Heidelberg e (juntamente com outro marco de Lopoduno) o último documento romano da margem direita do rio Reno. No mais tardar com a retirada dos romanos do limes a base militar em Heidelberg foi definitivamente abandonada.

### Período pós-romano
Com a retirada dos legionários a população romana do vico também emigrou para a área na margem esquerda do rio Reno. Os alamanos começaram a se estabelecer na terra recém conquistada, como testemunham sepulturas dos séculos IV e V em Heidelberg. O castro romano e o vico foram abandonados e a ponte ruiu, desaparecendo todos devido ao abandono. Ao contrário da vizinha Lopoduno, onde os romanos ainda no século IV construíram um burgo como cabeça de ponte militar na região à direita do rio Reno, os romanos não reocuparam Heidelberg. Os mais antigos distritos de Heidelberg tem origem em ocupações dos francos no século VI, sendo a atual Heidelberg fundada na Idade Média, no sopé do castelo, mencionada pela primeira vez em 1196. Assim, ao contrário de muitas outras cidades alemãs, cuja história remonta a tempos antigos, não há continuidade da cidade entre o período romano e o atual.

## Heidelberg na Época Romana

### Castro
Em Heidelberg pode ser constatado uma série de diversos castros. As primeiras instalações foram construídas de madeira. Assim, não tiveram existência muito longa e precisavam ser renovados a cada 10-15 anos. Na área ao leste de Neuenheim foram constatados quatro castros sucessivos de madeira. O chamado castro leste estava localizado em ambos os lados da atual Ladenburger straße entre a Keplerstraße e a Werderstraße. O portão principal (Porta Pretória) no lado sul estava voltado diretamente para a ponte do Neckar. Já durante o reinado do imperador Vespasiano (69-79) o casto leste foi abandonado e demolido. Por razões inexplicáveis, os romanos mudaram a localização do forte cerca de 500 metros para o oeste. Os três primeiros castros ocidentais também foram construídos de madeira.

mapa do castro de pedra

Por volta do ano 90 a estrutura de madeira foi substituída por um castro de pedra. Estava localizado aproximadamente na área das atuais ruas Posseltstraße, Kastellweg, Gerhart Hauptmann-Straße e Furchgasse, com forma quase de um quadrado, com 176 e 178 metros de lado. As paredes estruturais construídas de blocos de arenito tinham cerca de 5 metros de altura, com paredes de 1,80-2,20 metros de espessura. Atrás da muralha havia uma elevação de terra, e em sua frente um fosso de 5-8 metros de largura e 3,50 metros de profundidade em forma de V. Havia quatro torres trapezoidais nos vértices e 16 torres intermediárias. O castro de Heidelberg foi construído de acordo com o típico esquema romano: em cada um dos quatro lados havia um portão, onde um fosso foi interrompido e protegido por duas torres massivas de pedra. O centro do castro foi o edifício-sede (principia) com escritoria, arsenais e santuário de bandeiras. A partir do edifício-sede seguia a Via Pretória, o eixo principal da rede rodoviária com ruas que se cruzavam perpendicularmente, até a Porta Pretória no sul. As duas portas laterais (porta principal direita e esquerda) foram ligadas pela Via Principal. Perpendicular a esta corria o decúmano acessando o portão do norte, a Porta Decúmana. Os soldados eram alojados em barracas, com dez unidades habitáveis para oito soldados e uma moradia separada para o centurião e um centúria. As barracas e os estábulos foram construídos em enxaimel. Construídos em pedra foram a casa do comandante (Pretório), incluindo as instalações balneárias, um edifício de armazenamento (hórreo) e provavelmente também o hospital militar (valetudinário).